# Jinzhou (cheval)
Pour les articles homonymes, voir Jinzhou.
Le Jinzhou (chinois simplifié : 金州马 ; chinois traditionnel : 金州馬 ; pinyin : Jīn zhōu mǎ) est une race chevaline de trait originaire du comté de Jin, dans la péninsule du Liaodong, en Chine. Issue d'une population de chevaux mongols, elle est améliorée par des croisements pour devenir plus apte au travail agricole. Sa reconnaissance remonte à 1956. Le cheptel de la race a connu un déclin important à la fin du XXe siècle, seules quelques dizaines de chevaux étant comptabilisées en 2006.

## Histoire
La race provient du Sud de la péninsule du Liaodong, une région nommée le « comté de Jin », bénéficiant d'un climat océanique et de fourrages abondants. À l'origine, cette région est peuplée de chevaux de type mongol. De 1926 à 1941, les Japonais l'occupent et y amènent différents autres chevaux : des Hackneys, des Anglo-normands, des trotteurs Orlov, et d'autres races. Plus tard, ils introduisent également des Percherons, dans un but militaire. L'arrivée des Percherons est une étape importante dans la formation de la race Jinzhou. En 1948, les autorités locales sélectionnent 37 étalons dans 3 haras pour développer l'élevage équin dans la région, et favoriser le travail agricole. Si bien qu'en 1956, d'après un recensement, 85,5 % des chevaux de Jin sont issus de ces étalons. La même année, 2 346 chevaux sont officiellement reconnus comme faisant partie de la race Jinzhou. Les Jinzhou sont occasionnellement influencés par la race Kabardin, mais ces croisements ne laissent que peu de traces, et cessent complètement après 1964.

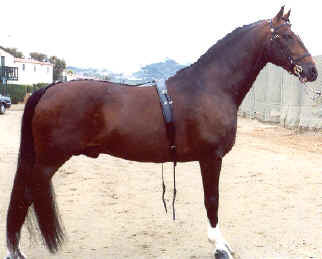
Hackney
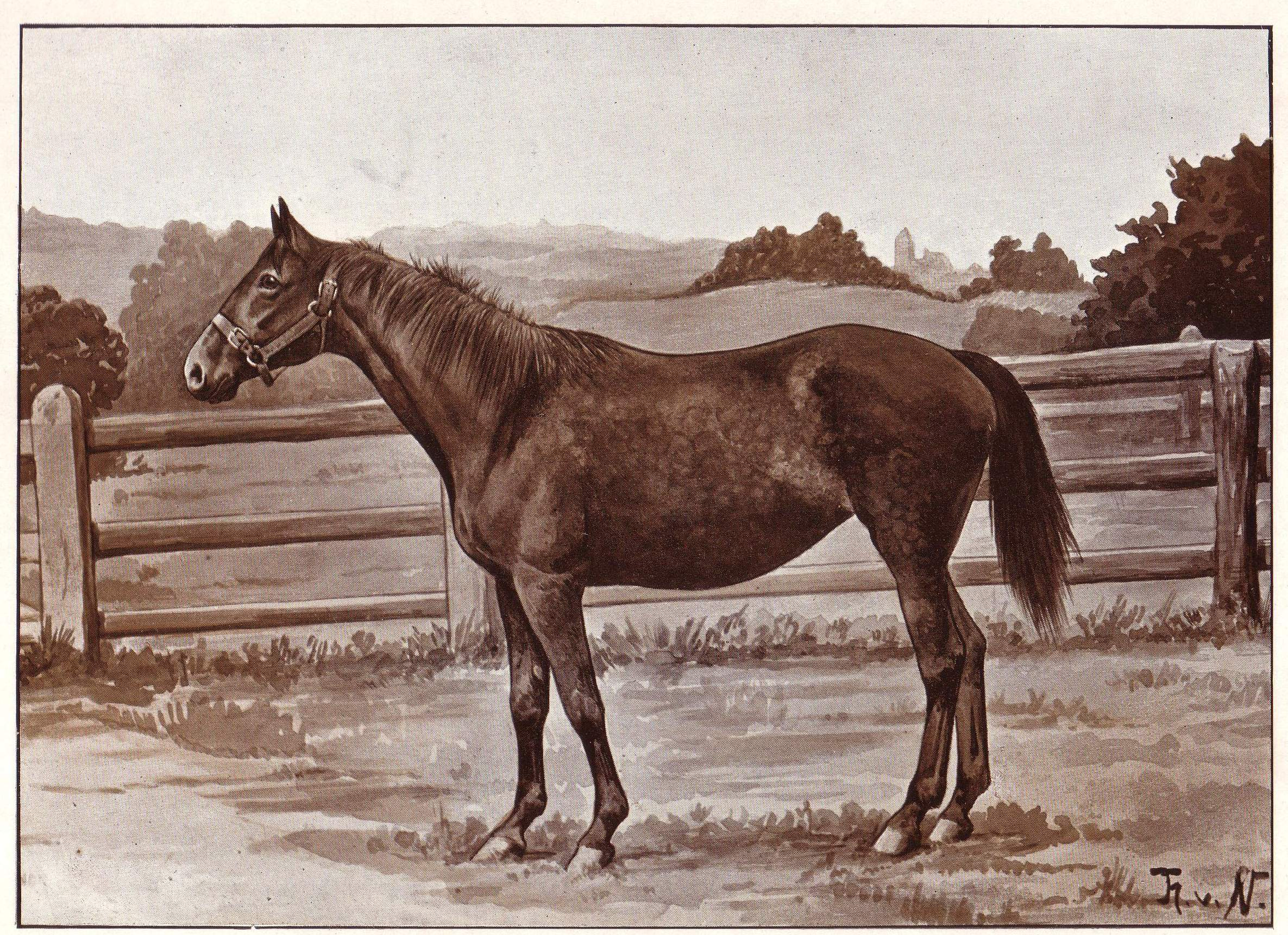
Anglo-normand
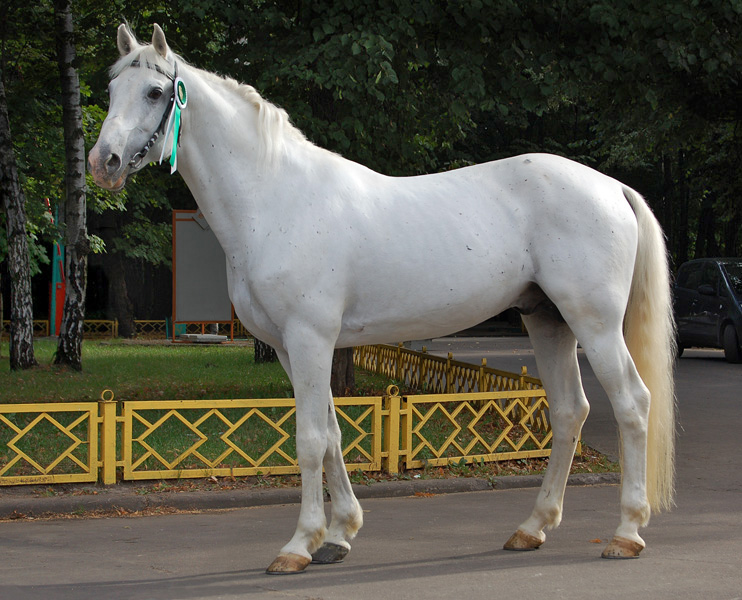
Trotteur Orlov
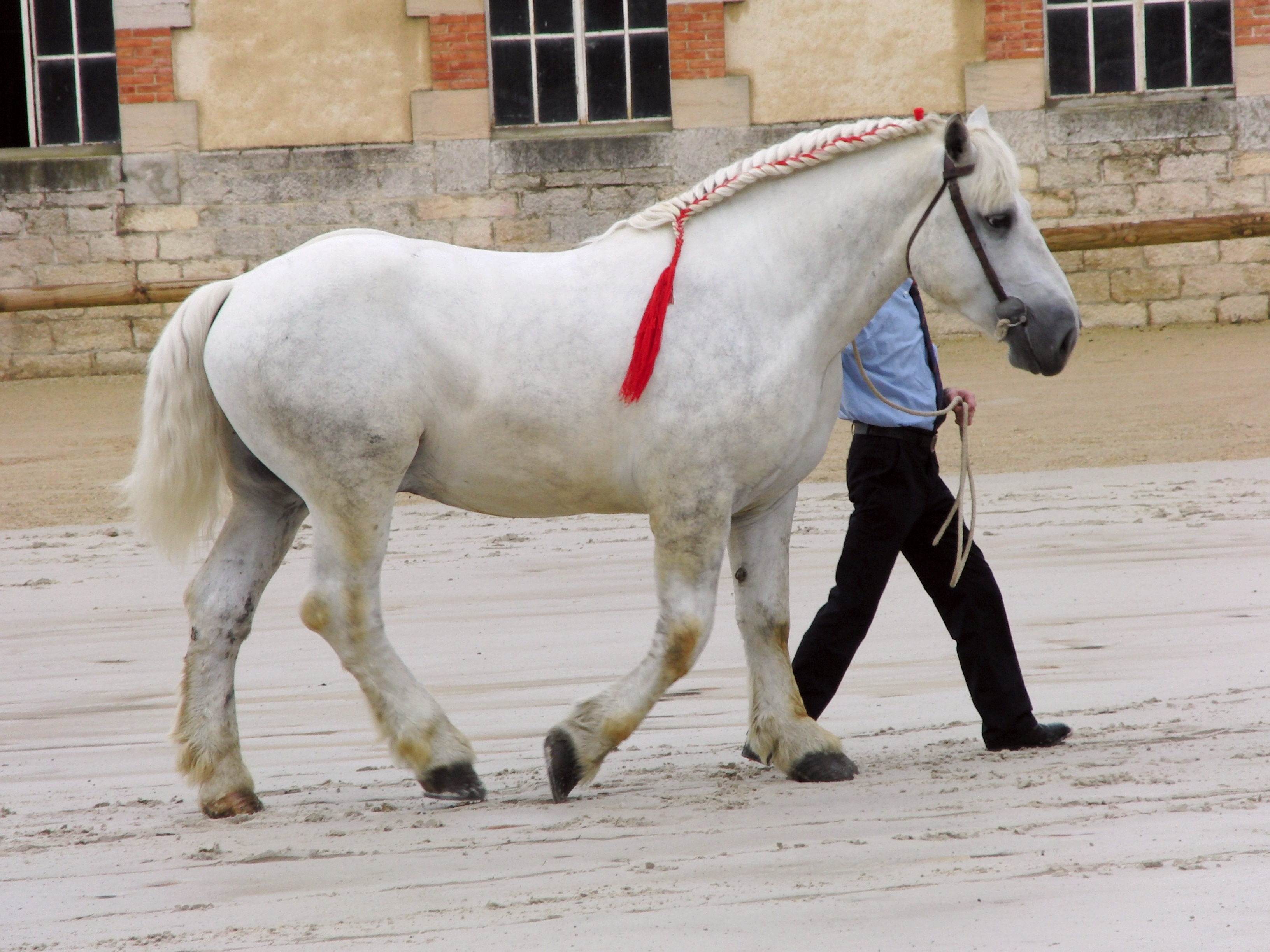
Percheron

## Description
D'après l'étude de l'université d'Oklahoma, la taille moyenne est de 1,42 m. Cependant, la FAO donne des mesures moyennes de 1,44 m pour les femelles et 1,45 m pour les mâles, et Caroline Puel (1989), une taille moyenne de 1,48 m à 1,56 m. Le Jinzhou est un cheval de trait, capable de tirer l'équivalent de 82,8 % de son propre poids. La conformation est harmonieuse, le modèle étant solide et attractif. La tête, de longueur moyenne, peut parfois avoir un profil de bélier ou de rhinocéros. L'encolure est longue et arquée, le garrot long et haut, le dos est court et fort. La poitrine est profonde, les côtes sont bien ressorties. La croupe est musclée et inclinée. Les jambes sont sèches, dotées de tendons bien définis, et n'ont que peu de fanons. 
Parfaitement adaptés à leur tâche de traction, ils sont dotés d'impressionnantes capacités d'endurance, mises à profit pendant leur travail quotidien. Sous la selle, ils se montrent vifs et énergiques. La robe est généralement baie.

## Utilisations
Originellement destiné à la selle et au travail agricole,, le Jinzhou fut aussi mis à profit pour son lait et sa viande. Désormais, d'après les données transmises par la Chine à la FAO, c'est uniquement un cheval de sport. La race est aussi employée en croisement pour améliorer les autres chevaux chinois.

## Diffusion de l'élevage
C'est une race considérée comme commune, mais les chiffres de la FAO indiquent un déclin très important du nombre de chevaux Jinzhou depuis les années 1980. En 1980, environ 10 000 sujets sont recensés, avec une tendance à la baisse. En 2006, le nombre de chevaux Jinzhou est compris dans une fourchette entre 27 et 93, toujours avec une tendance à la baisse. Étonnamment, d'après l'évaluation de la FAO réalisée en 2007, ce cheval n'est pas menacé d'extinction.